# 13-Р

13-Р из собрания «Радиомузея Валерия Громова»

Досаафовцы на полевых занятиях с 13-Р, 1950-е годы

13-Р — советская коротковолновая войсковая радиостанция времён Великой Отечественной войны образца 1942 г. Применялась для связи в радиосетях стрелковых и артиллерийских полков до 1945 г.
Радиостанция была разработана в начальный период войны на эвакуированном из Москвы в Сарапул заводе им. Орджоникидзе. В то время Красная Армия испытывала острую нехватку общевойсковых радиосредств. 13-Р — типичный пример «мобилизационной» военной техники создаваемой в военное время, в спешном порядке, когда техническими характеристиками отчасти жертвуют ради ускорения серийного производства. Поэтому конструкция была предельно упрощена и рассчитана на использование довоенных унифицированных («нормализованных») деталей и узлов от бытовых радиоприёмников. Во многих источниках указывается даже, то что на детали для 13-Р разбирали приёмники 6Н-1 и СВД, изъятые у населения СССР сразу после начала войны.
После войны снятые с вооружения 13-Р некоторое время использовались в организациях Досарма — ДОСААФ в учебных и спортивных целях.

## Технические сведения
13-Р — симплексная телефонно-телеграфная трансиверная радиостанция с батарейным питанием. Приёмная часть — шестиламповый супергетеродин с одним преобразованием частоты. Передатчик собран на одной лампе (автогенератор). В качестве модулятора передатчика используется выходной каскад усилителя низкой частоты приёмника. Комплект радиостанции — приёмопередатчик, источники питания, антенное хозяйство и другие принадлежности — размещается в фанерном ящике с лямками для переноски на спине. В описаниях указывается, что радиостанция «обеспечивает нормальную работу в условиях средней влажности», то есть упрощённая конструкция 13-Р не вполне удовлетворяла обычным требованиям к надёжности полевой аппаратуры. Это же отмечалось в иностранных обзорах советской техники (см. список литературы).
- Диапазон частот — 1,75…4,25 МГц.
- Дальность связи, телефоном (телеграфом):
  - на штыревую антенну высотой 2,65 м — 12 (17) км;
  - на лучевую антенну длиной 11 м при высоте подвеса 3-4 м и с противовесом длиной 11 м — 18 (25) км.
- Источник питания — четыре сухие анодные батареи БАС-60 и аккумуляторы (или сухие элементы) для питания нитей накала радиоламп. Время работы от одного комплекта питания — 25-27 часов при соотношении времени приёма-передачи 3:1.
- Габариты упаковки — 490×370×270 мм.
- Масса комплекта — 20 кг.

Выпускался также вариант 13-РА. От 13-Р отличался диапазоном (3,5…5,5 МГц), отсутствием телеграфного режима работы, меньшей выходной мощностью передатчика (применена другая лампа) и размерами штыревой антенны (1,9 м).